# Prosopanche bonacinae
Prosopanche bonacinae är en tvåhjärtbladig växtart som beskrevs av Carlos Luis Spegazzini. Prosopanche bonacinae ingår i släktet Prosopanche och familjen Hydnoraceae. Inga underarter finns listade i Catalogue of Life.